# Condado de Erath
El condado de Erath es uno de los 254 condados del estado estadounidense de Texas. La sede del condado es Stephenville, al igual que su mayor ciudad. El condado tiene un área de 2.823 km² (de los cuales 9 km² están cubiertos por agua) y una población de 33.001 habitantes, para una densidad de población de 12 hab/km² (según censo nacional de 2000). Este condado fue fundado en 1856.

## Demografía
Para el censo de 2000, había 33.001 personas, 12.568 cabezas de familia, y 8.106 familias residiendo en el condado. La densidad de población era de 30 habitantes por milla cuadrada.
La composición racial del condado era:
- 89,72% blancos
- 0,82% negros o negros americanos
- 0,66% nativos americanos
- 0,36% asiáticos
- 0,03% isleños
- 6,78% otras razas
- 1,63% de dos o más razas.

Había 12.568 cabezas de familia, de las cuales el 31,00% tenían menores de 18 años viviendo con ellas, el 53,70% eran parejas casadas viviendo juntas, el 7,20% eran mujeres cabeza de familia monoparental (sin cónyuge), y 35,50% no eran familias.
El tamaño promedio de una familia era de 3,08 miembros.
En el condado el 24,60% de la población tenía menos de 18 años, el 17,00% tenía de 18 a 24 años, el 25,90% tenía de 25 a 44, el 19,10% de 45 a 64, y el 13,40% eran mayores de 65 años. La edad promedio era de 31 años. Por cada 100 mujeres había 97,80 hombres. Por cada 100 mujeres mayores de 18 años había 95,90 hombres.

## Economía
Los ingresos medios de una cabeza de familia del condado eran de USD$30.708 y el ingreso medio familiar era de $39.491. Los hombres tenían unos ingresos medios de $27.972 frente a $20.765 de las mujeres. El ingreso per cápita del condado era de $16.655. El 10,30% de las familias y el 16,00% de la población estaban debajo de la línea de pobreza. Del total de gente en esta situación, 15,70% tenían menos de 18 y el 7,80% tenían 65 años o más.